# シネマ・オリンピア
『シネマ・オリンピア』（原題：Gal）は、ブラジルの歌手ガル・コスタが1969年に発表した、ソロ名義では2作目のスタジオ・アルバム。

## 背景
「エンプティ・ボート」は、カエターノ・ヴェローゾが『ホワイト・アルバム』（1969年）で発表した曲のカヴァー。また、「シネマ・オリンピア」は作者ヴェローゾによる1969年のデモ音源も残されており、ボックス・セット『Quarenta Anos Caetanos 67-74』や『ホワイト・アルバム』の再発CDに収録された。ジョルジ・ベン作の「パイス・トロピカル」には、ヴェローゾとジルベルト・ジルがフィーチャリング・ゲストとして参加した。

## 評価
グレゴリー・マッキントッシュはオールミュージックにおいて満点の5点を付け「筆舌に尽くしがたく予測不可能で野心的で、ブラジルが音楽的にも政治的にも特に物議を醸していた状態を封じ込めた楽しめるレコードで、サイケデリック・コレクションにおける必携の作品」と評している。また、中原仁は本作の日本盤ライナーノーツにおいて「確かに歌い方の中には、ジャニス・ジョプリンから受けた影響もうかがえる。しかしそれ以上に、ガルの歌声からほとばしる本能的な感情こそがロックなんだと思う」と評している。

## 収録曲
1. シネマ・オリンピア - "Cinema Olympia" (Caetano Veloso) - 3:07
2. トゥアレグ - "Tuareg" (Jorge Ben) - 3:23
3. クルトゥーラ・エ・シヴィリザサォン - "Cultura e Civilização" (Gilberto Gil) - 4:19
4. パイス・トロピカル - "País Tropical" (J. Ben) - 3:46
5. メウ・ノーミ・エ・ガル - "Meu Nome é Gal" (Roberto Carlos, Erasmo Carlos) - 3:23
6. コモ・メード、コン・ペドロ - "Com Medo, Com Pedro" (G. Gil) - 3:04
7. エンプティ・ボート - "The Empty Boat" (C. Veloso) - 4:05
8. オジェイト・シン、オジェイト・ナォン - "Objeto Sim, Objeto Não" (G. Gil) -5:07
9. プルザルス・イ・クアザルス - "Pulsars e Quasars" (Jards Macalé, Capinam) -5:00